# Kosić
Kosić este un sat din comuna Danilovgrad, Muntenegru. Conform datelor de la recensământul din 2003, localitatea are 461 de locuitori (la recensământul din 1991 erau 299 de locuitori).

## Demografie
În satul Kosić locuiesc 325 de persoane adulte, iar vârsta medie a populației este de 36,5 de ani (35,9 la bărbați și 37,1 la femei). În localitate sunt 134 de gospodării, iar numărul mediu de membri în gospodărie este de 3,44.
Populația localității este foarte eterogenă.
|  |

| Demografie | Demografie | Demografie |
| An         | Locuitori  | Locuitori  |
| ---------- | ---------- | ---------- |
|            |            |            |
|            |            |            |
|            |            |            |
|            |            |            |
| 1948       | 392        |            |
| 1953       | 331        |            |
| 1961       | 361        |            |
| 1971       | 222        |            |
| 1981       | 315        |            |
| 1991       | 299        | 298        |
| 2003       | 468        | 461        |

| \| Componența etnică conform recensământului din 2003[2] \| Componența etnică conform recensământului din 2003[2] \| Componența etnică conform recensământului din 2003[2] \| Componența etnică conform recensământului din 2003[2] \| Componența etnică conform recensământului din 2003[2] \| \| ----------------------------------------------------- \| ----------------------------------------------------- \| ----------------------------------------------------- \| ----------------------------------------------------- \| ----------------------------------------------------- \| \| \| \| \| \| \| \| Muntenegreni \| Muntenegreni \| \| 286 \| 62,03% \| \| Sârbi \| Sârbi \| \| 149 \| 32,32% \| \| Croați \| Croați \| \| 3 \| 0,65% \| \| Iugoslavi \| Iugoslavi \| \| 2 \| 0,43% \| \| Macedoneni \| Macedoneni \| \| 1 \| 0,21% \| \| necunoscută \| necunoscută \| \| 0 \| 0% \| |              |  |     |        |
| Componența etnică conform recensământului din 2003 |              |  |     |        |
| |              |  |     |        |
| Muntenegreni | Muntenegreni |  | 286 | 62,03% |
| Sârbi | Sârbi        |  | 149 | 32,32% |
| Croați | Croați       |  | 3   | 0,65%  |
| Iugoslavi | Iugoslavi    |  | 2   | 0,43%  |
| Macedoneni | Macedoneni   |  | 1   | 0,21%  |
| necunoscută | necunoscută  |  | 0   | 0%     |